# Wadsworth (West Yorkshire)
Wadsworth – civil parish w Anglii, w West Yorkshire, w dystrykcie metropolitalnym Calderdale. W 2011 civil parish liczyła 1603 mieszkańców. Wadsworth jest wspomniana w Domesday Book (1086) jako Wadeswrde.